# Namba
Pour les autres significations, voir Namba (homonymie).
Namba (難波, なんば) est un des grands quartiers de la ville d'Osaka, au Japon, à cheval sur les arrondissements Chūō-ku et Naniwa-ku.
C'est un quartier très animé, avec beaucoup de magasins et un grand nombre de restaurants.

## Lieux importants
- Dōtonbori
- Centre commercial Namba Parks
- Namba Parks Tower
- Galerie Shinsaibashi-suji
- Amerika-mura
- Den Den Town
- Hozen-ji Yokocho
- Sanctuaire Namba Yasaka-jinja
- Gymnase préfectoral d'Osaka

## Transports
Namba est aussi un important hub de transport à Osaka. Namba n'est pas une unique gare ; plusieurs gares se partagent ce nom, reliées entre elles par des passages souterrains. 
Voici les lignes et compagnies desservant les différentes gares et stations du quartier : 

### Gare de Nankai Namba
- Nankai Electric Railway
  - Ligne Nankai
  - Ligne Koya

### Namba(métro d'Osaka)
- Métro d'Osaka
  - Ligne Midōsuji
  - Ligne Sennichimae
  - Ligne Yotsubashi

### Gare JR de Namba
- JR West
  - Ligne Yamatoji

### Gare d'Ōsaka Namba
- Kintetsu Corporation
  - Ligne Kintetsu Namba
- Hanshin Electric Railway
  - Ligne Hanshin Namba